# Più che puoi
«Più che puoi» (с итал. — «Всё, что ты можешь») — сингл, исполненный вокальным дуэтом — итальянским певцом Эросом Рамаццотти (итал. Eros Ramazzotti) и американской поп-исполнительницей Шер. Песня была выпущена 3 июля 2001 года компанией BMG International.
Это третий сингл из восьмого альбома Рамаццотти — «Stilelibero». Одна из наиболее известных и красивых песен Рамаццотти.

## Описание
Песня исполняется на двух языках — Рамаццотти поёт на итальянском, а Шер — на английском. В том же, 2001 году, был снят и выпущен музыкальный видеоклип на эту песню. В клипе был показан босой Рамаццотти, который сидел в пустой комнате, пел и играл на гитаре, а также Шер, которая пела в студии звукозаписи.
Также в 2007 году песня была включена в двойной альбом Эроса Рамаццотти «e²», который состоял из наилучших композиций исполнителя. На песню было сделано несколько ремиксов.

## Форматы и трек-листы

### European CD Maxi-Single
CD 1 UK (74321 85214 2)
1. «Più Che Puoi»;
2. «Più Che Puoi» (Eros Radio Mix);
3. «Più Che Puoi» (Hot Radio);
4. «Lei Peró» (Live);
5. «Amica Donna Mia».

### CD remix
CD 2 UK & Italy 2 x 12" Vinyl (TIME 247)
- A1. «Più Che Puoi» (Eros Radio Remix);
- A2. «Più Che Puoi» (Tee’s Club Remix);
- B1. «Più Che Puoi» (Tee’s Club II Remix);
- B2. «Più Che Puoi» (TNT Instrumental).

## Чарты
| Страна (2001) | Место |
| ------------- | ----- |
| Аргентина     | 84    |
| Нидерланды    | 43    |
| Франция       | 42    |
| Германия      | 61    |
| Италия        | 20    |
| Швеция        | 17    |

## Кавер-версии
- В рамках внеконкурсного выпуска телепередачи «Достояние республики», который был приурочен в 8 марта, данную песню исполнили на русском языке Лариса Долина и Дима Билан[4]. Они же исполнили эту песню в новогодней передаче 2006 года[5]. Название русской версии «Ты мне спой»;
- Вояж Оксана и Валерий Горлов спели свою версию песни под названием «Не со мной»[6]
- В 2010 году появилась новая версия песни, в которой данную композицию исполняет Академический ансамбль песни и пляски внутренних войск МВД России, что стало полнейшей неожиданностью для поклонников композиции[7];
- В рамках украинского телешоу «Звезда + Звезда» телеканала «1+1» данную композицию исполнили актриса Мария Берсенева и певица Настя Каменских[8].
- На телешоу «Музыкальный ринг» песню исполнили Дима Билан и Ани Лорак[9].
- Композиция также исполнялась на украинском конкурсе «X-Фактор».
- В 2011 году композиция была исполнена дуэтом из Польши на конкурсе «Новая волна» в Юрмале.
- Тимур Родригез исполнил песню, изобразив двух её исполнителей в одном лице в двух, схожих по формату, шоу: «ШоумаSтгоуон»[10] и «Один в один!»[11]
- На конкурсе «Новая волна» в Сочи Эрос исполнил эту песню вместе с Ани Лорак.